# Mountain Pacific Sports Federation 2017 (pallavolo)
La Mountain Pacific Sports Federation 2017 si è svolta dal 5 gennaio al 22 aprile 2017: al torneo hanno partecipato 12 squadre universitarie statunitensi e la vittoria finale è andata per la prima volta alla CSU Long Beach.

## Regolamento
È prevista una stagione regolare che vede le dodici formazioni impegnate nella conference affrontarsi tra loro, per un totale di diciotto incontri ciascuna; parallelamente vengono disputati anche degli incontri extra-conference contro formazioni appartenenti ad altre conference o non affiliate ad alcuna di esse, dando vita a due classifiche separate, una relativa alla MPSF ed una totale.
- Le prime otto classificate nella classifica MPSF accedono al torneo di conference, dove vengono accoppiate col metodo della serpentina e affrontano quarti di finale, semifinali e finale in gara secca;
- La squadra vincitrice del torneo di conference, in virtù della vittoria, ottiene automaticamente il diritto di partecipare alla Final 6 NCAA, mentre le formazioni uscite sconfitte possono essere ripescate sulla base della classifica totale, che assegna attraverso un bye gli ultimi due posti disponibili in Final 6.

## Squadre partecipanti
| Club                        | Città         | Impianto                          | Stagione precedente                                  |
| --------------------------- | ------------- | --------------------------------- | ---------------------------------------------------- |
| Brigham Young Cougars       | Provo         | Smith Fieldhouse Provo            | 1ª in MPSF, Vincitrice Finale in NCAA Division I     |
| California Baptist Lancers  | Riverside     | Van Dyne Gym Riverside            | 10ª in MPSF                                          |
| UC Irvine Anteaters         | Irvine        | Bren Events Center Irvine         | 8ª in MPSF, quarti di finale                         |
| UC Los Angeles Bruins       | Los Angeles   | Pauley Pavilion Los Angeles       | 2ª in MPSF, finale Semifinale in NCAA Division I     |
| UC San Diego Tritons        | San Diego     | RIMAC Arena La Jolla              | 12ª in MPSF                                          |
| UC Santa Barbara Guachos    | Santa Barbara | Robertson Gymnasium Santa Barbara | 5ª in MPSF, semifinali                               |
| CSU Long Beach 49ers        | Long Beach    | Walter Pyramid Long Beach         | 2ª in MPSF, semifinali Semifinali in NCAA Division I |
| CSU Northridge Matadors     | Los Angeles   | The Matadome Los Angeles          | 8ª in MPSF                                           |
| Hawaii Rainbow Warriors     | Honolulu      | Stan Sheriff Center Honolulu      | 7ª in MPSF, quarti di finale                         |
| Pepperdine Waves            | Malibù        | Firestone Fieldhouse Malibù       | 6ª in MPSF, quarti di finale                         |
| Southern California Trojans | Los Angeles   | Galen Center Los Angeles          | 11ª in MPSF                                          |
| Stanford Cardinal           | Stanford      | Maples Pavilion Stanford          | 2ª in MPSF, quarti di finale                         |

## Campionato

### Regular season

#### Classifica
| Pos. | Squadra             | Conference | Conference | Conference | Conference | Overall | Overall | Overall | Overall |
| Pos. | Squadra             | Pt.        | G          | V          | P          | Pt.     | G       | V       | P       |
| ---- | ------------------- | ---------- | ---------- | ---------- | ---------- | ------- | ------- | ------- | ------- |
| 1.   | CSU Long Beach      | .889       | 18         | 16         | 2          | .       |         |         |         |
| 1.   | Brigham Young       | .889       | 18         | 16         | 2          | .       |         |         |         |
| 3.   | Hawaii              | .778       | 18         | 14         | 4          | .       |         |         |         |
| 4.   | UC Irvine           | .722       | 18         | 13         | 5          | .       |         |         |         |
| 5.   | UC Los Angeles      | .556       | 18         | 10         | 8          | .       |         |         |         |
| 6.   | Pepperdine          | .444       | 18         | 8          | 10         | .       |         |         |         |
| 6.   | Stanford            | .444       | 18         | 8          | 10         | .       |         |         |         |
| 6.   | Southern California | .444       | 18         | 8          | 10         | .       |         |         |         |
| 9.   | UC Santa Barbara    | .278       | 18         | 5          | 13         | .       |         |         |         |
| 9.   | CSU Northridge      | .278       | 18         | 5          | 13         | .       |         |         |         |
| 11.  | UC San Diego        | .167       | 18         | 3          | 15         | .       |         |         |         |
| 12.  | California Baptist  | .111       | 18         | 2          | 16         | .       |         |         |         |

| Al torneo di conference |

### Torneo di Conference
|  | Quarti di finale | Quarti di finale    | Quarti di finale |        |           | Semifinali     | Semifinali | Semifinali |  |  | Finale | Finale         | Finale |
|  |                  |                     |                  |        |           |                |            |            |  |  |        |                |        |
|  | 1                | CSU Long Beach      | 3                |        |           |                |            |            |  |  |        |                |        |
|  | 8                | Southern California | 1                |        |           |                |            |            |  |  |        |                |        |
|  | 8                | Southern California | 1                |        | 1         | CSU Long Beach | 3          |            |  |  |        |                |        |
|  |                  |                     |                  |        | 1         | CSU Long Beach | 3          |            |  |  |        |                |        |
|  |                  | 4                   | UC Irvine        | 0      |           |                |            |            |  |  |        |                |        |
|  | 4                | 4                   | UC Irvine        | 0      | UC Irvine | 3              |            |            |  |  |        |                |        |
|  | 4                |                     |                  |        | UC Irvine | 3              |            |            |  |  |        |                |        |
|  | 5                | UC Los Angeles      | 1                |        |           |                |            |            |  |  |        |                |        |
|  |                  |                     |                  |        |           |                |            |            |  |  | 1      | CSU Long Beach | 3      |
|  |                  |                     | 3                | Hawaii | 1         |                |            |            |  |  |        |                |        |
|  | 2                | Brigham Young       | 3                |        |           |                |            |            |  |  |        |                |        |
|  | 7                | Stanford            | 0                |        |           |                |            |            |  |  |        |                |        |
|  | 7                | Stanford            | 0                |        | 2         | Brigham Young  | 0          |            |  |  |        |                |        |
|  |                  |                     |                  |        | 2         | Brigham Young  | 0          |            |  |  |        |                |        |
|  |                  | 3                   | Hawaii           | 3      |           |                |            |            |  |  |        |                |        |
|  | 3                | 3                   | Hawaii           | 3      | Hawaii    | 3              |            |            |  |  |        |                |        |
|  | 3                |                     |                  |        | Hawaii    | 3              |            |            |  |  |        |                |        |
|  | 6                | Pepperdine          | 0                |        |           |                |            |            |  |  |        |                |        |

## Premi individuali
| Premio               | Giocatrice            | Squadra             |
| -------------------- | --------------------- | ------------------- |
| MVP                  | Torey DeFalco         | CSU Long Beach      |
| All-Tournament Team  | Scott Stadick         | UC Irvine           |
| All-Tournament Team  | Leo Durkin            | Brigham Young       |
| All-Tournament Team  | Stijn van Tilburg     | Hawaii              |
| All-Tournament Team  | Kupono Fey            | Hawaii              |
| All-Tournament Team  | Joshua Tuaniga        | CSU Long Beach      |
| All-Tournament Team  | Kyle Ensing           | CSU Long Beach      |
| Player of the Year   | Torey DeFalco         | CSU Long Beach      |
| Freshman of the Year | Scott Stadick         | UC Irvine           |
| Coach of the Year    | Alan Knipe            | CSU Long Beach      |
| All-MPSF First Team  | Torey DeFalco         | CSU Long Beach      |
| All-MPSF First Team  | Joshua Tuaniga        | CSU Long Beach      |
| All-MPSF First Team  | Jake Langlois         | Brigham Young       |
| All-MPSF First Team  | Stijn van Tilburg     | Hawaii              |
| All-MPSF First Team  | Jacob Arnitz          | UC Los Angeles      |
| All-MPSF First Team  | Michael Saeta         | UC Irvine           |
| All-MPSF First Team  | Kyle Ensing           | CSU Long Beach      |
| All-MPSF First Team  | Tamir Hershko         | UC Irvine           |
| All-MPSF First Team  | Mitchell Stahl        | UC Los Angeles      |
| All-MPSF First Team  | Lucas Yoder           | Southern California |
| All-MPSF First Team  | David Wieczorek       | Pepperdine          |
| All-MPSF First Team  | Jennings Franciskovic | Hawaii              |
| All-MPSF Second Team | Amir Lugo-Rodriguez   | CSU Long Beach      |
| All-MPSF Second Team | Brenden Sander        | Brigham Young       |
| All-MPSF Second Team | Price Jarman          | Brigham Young       |
| All-MPSF Second Team | Andrew Sato           | CSU Long Beach      |
| All-MPSF Second Team | Thomas Hodges         | UC Irvine           |
| All-MPSF Second Team | Kevin Rakestraw       | Stanford            |
| All-MPSF Second Team | Bryce Yould           | CSU Long Beach      |
| All-MPSF Second Team | Arvis Greene          | CSU Northridge      |
| All-MPSF Second Team | Andrew Benesh         | Southern California |
| All-MPSF Second Team | Larry Tuileta         | Hawaii              |
| All-MPSF Second Team | Hendrik Mol           | Hawaii              |
| All-MPSF Second Team | Tanner Syftestad      | UC San Diego        |
| All-Freshman Team    | Scott Stadick         | UC Irvine           |
| All-Freshman Team    | Paul Bischoff         | Stanford            |
| All-Freshman Team    | Daenan Gyimah         | UC Los Angeles      |
| All-Freshman Team    | Patrick Gasman        | Hawaii              |
| All-Freshman Team    | Noah Dyer             | Pepperdine          |
| All-Freshman Team    | Keenan Sanders        | UC Santa Barbara    |
| All-Freshman Team    | Radoslav Parapunov    | Hawaii              |

## Verdetti
| Squadra        | Qualificazione  |
| -------------- | --------------- |
| CSU Long Beach | NCAA Division I |
| Hawaii         | NCAA Division I |
| Brigham Young  | NCAA Division I |